# Musée de l'Orangerie
 (décembre 2021).
Le musée national de l'Orangerie (officiellement « établissement public du musée d'Orsay et du musée de l'Orangerie – Valéry-Giscard d’Estaing » depuis 2021) est un musée français de peintures impressionnistes et postimpressionnistes, situé dans le jardin des Tuileries, à l'extrémité occidentale de la Terrasse du bord de la Seine, place de la Concorde, à Paris, rattaché depuis 2010 au musée d'Orsay.
Outre le célèbre cycle des Nymphéas, huit grandes peintures de Claude Monet qui recouvrent les murs de deux grandes salles ovales, le musée présente des œuvres de Pierre-Auguste Renoir, Alfred Sisley, Claude Monet, Paul Cézanne, Henri Matisse, Pablo Picasso, Amedeo Modigliani, Le Douanier Rousseau, André Derain, Chaïm Soutine, Marie Laurencin, Maurice Utrillo, Paul Gauguin et Kees van Dongen.

## Situation du musée
Le musée est situé face à la Seine, dans l'ancienne orangerie du palais des Tuileries de Paris.

## Histoire

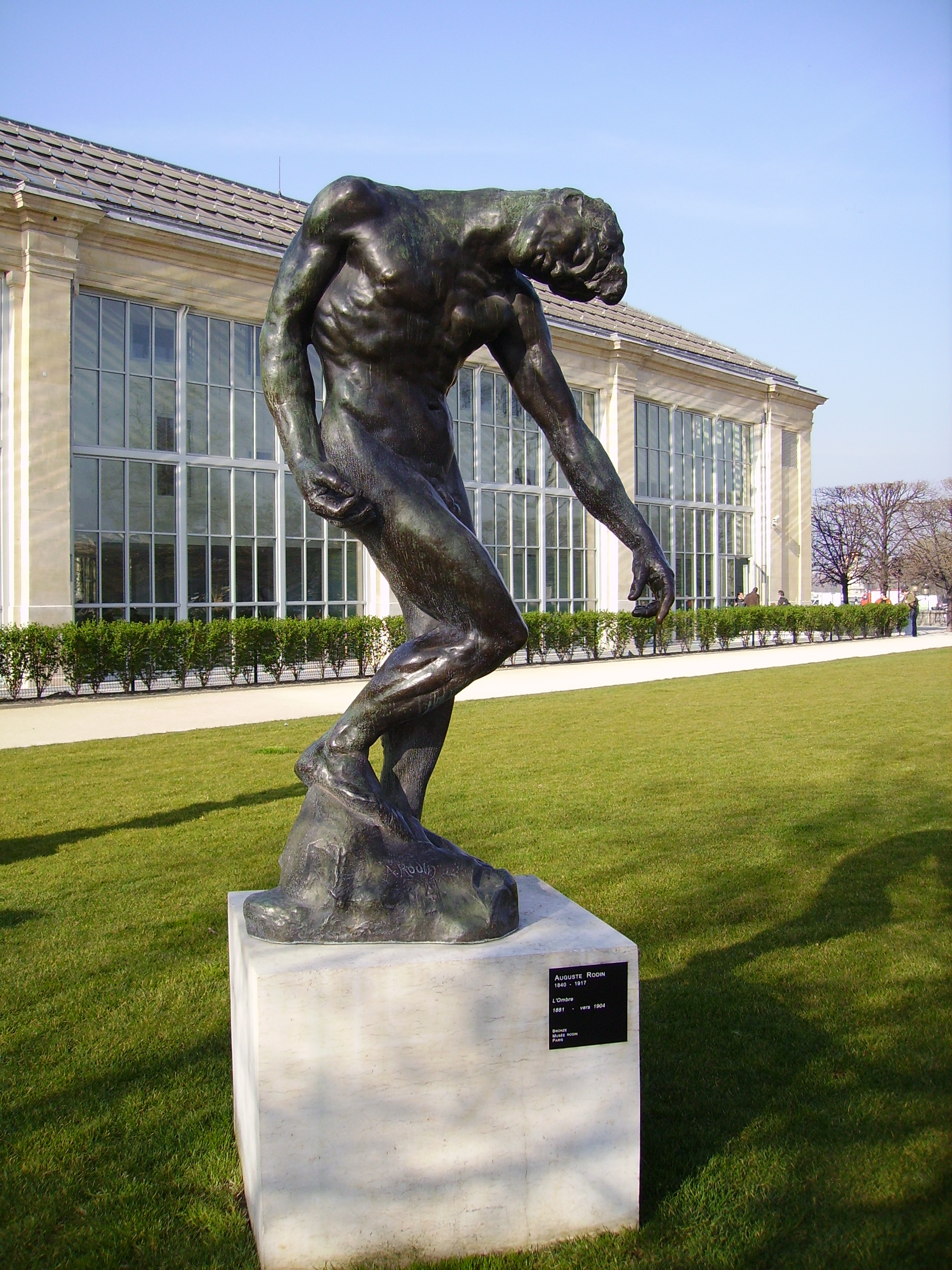
Auguste Rodin, L'Ombre.

### Origines
Sur la terrasse des Tuileries, à l'emplacement de l'Orangerie, se tient au XVIIe siècle le restaurant Renard, du nom d'un ancien valet de chambre du commandeur Jacques de Souvré qui a monté une affaire où se trouvent de petites pièces discrètes ornées de tapisseries et de tableaux où la noblesse de ce temps aime se retrouver. Sous la Fronde, de tumultueux incidents s'y produisent.

### Construction
Construit en 1852, sur les plans de l’architecte Firmin Bourgeois, pour y abriter les orangers du jardin des Tuileries pendant l'hiver, le bâtiment actuel est achevé par son successeur, Louis Visconti. Les orangers du jardin des Tuileries étaient jusqu'alors abrités dans la galerie basse du palais du Louvre en cette saison. 
Conçue comme une serre, sa façade sud, donnant sur le fleuve, est vitrée afin de recevoir la lumière du soleil, tandis que la façade nord est aveugle, afin de protéger les orangers des vents venus du nord. Si les plans du bâtiment sont de Firmin Bourgeois, le décor extérieur des deux portes, situées respectivement à l'est et l'ouest du bâtiment, est l'œuvre de l'architecte Visconti. Il est constitué de deux colonnes surmontées d'un fronton triangulaire sculpté par Charles-Gallois Poignant figurant des cornes d'abondance, pantes et maïs rappelant la destination première du lieu. C'est dans cette orangerie que pose, en 1865, le Prince impérial pour le sculpteur Carpeaux qui y installe son atelier le temps de réaliser le portrait du jeune fils de Napoléon III, accompagné de son chien Néron.

### Premières expositions
De 1890 à 1912, se tient dans l'orangerie l'exposition annuelle des peintres et sculpteurs de chasse et de vénerie, présidée par le peintre Jules-Bertrand Gélibert, dans le cadre de l'exposition canine organisée par la Société centrale canine.

### LesNymphéas
En 1921, l'orangerie est affectée au sous-secrétariat d'État aux beaux-arts en même temps que son pendant nord, le Jeu de Paume. Il a alors pour vocation d'exposer des artistes vivants. Mais l'orangerie est choisie par Claude Monet pour accueillir le cycle des Nymphéas que le peintre vient de donner à l'État. C'est à la ténacité de Georges Clemenceau, alors président du Conseil, ministre de la Guerre et grand ami de Claude Monet, que l'on doit l'installation des Nymphéas au musée de l'Orangerie. Jusque-là, était envisagée leur exposition dans un pavillon à créer dans la cour de l'hôtel Biron, tout nouveau musée Rodin. Clemenceau rend de très fréquentes visites à Giverny pour soutenir le moral défaillant du peintre qui se sent devenir aveugle, atteint d'une double cataracte, et l'encourager à réaliser les « grandes décorations » qu'il avait promis en 1918 de faire don à la France. Il le convainc de se faire opérer de la cataracte par son propre ophtalmologiste, afin de pouvoir terminer son entreprise. Pendant ce temps, Clemenceau mène des négociations avec les pouvoirs publics pour que soit trouvé et aménagé un lieu propre à accueillir le grand œuvre de Monet dont la donation est formalisée en 1922. Les travaux d'aménagements sont effectués par l'architecte en chef du Louvre Camille Lefèvre suivant les indications du peintre, et ce jusqu'en 1927, date de son inauguration, qui n'a lieu que six mois après la mort de Claude Monet, et en présence de Georges Clemenceau. Les orangers sont supprimés, un escalier et un étage sont construits pour accéder aux salles d'expositions. Huit panneaux de deux mètres de haut et d'une longueur totale de 91 mètres sont ainsi exposés dans deux salles ovales, formant le signe de l'infini, et orienté est-ouest, s'inscrivant ainsi dans l'axe historique de Paris ainsi que dans le sens de la course du soleil. L'éclairage de ces salles se fait par des verrières, conformément à la volonté du peintre qui voulait plonger le visiteur dans un « état de grâce ».

### Autres expositions
Jusqu'alors rattaché au musée du Luxembourg, le musée national de l'Orangerie des Tuileries est rattaché à celui du Louvre en 1930. Des travaux viennent alors changer la physionomie du bâtiment. Quatre salles d'une superficie de 500 m2 sont créées dans la moitié ouest de l'orangerie afin de recevoir des expositions temporaires. De 1930 à 1933, les premières expositions sont consacrées aux impressionnistes. Celle de 1934 porte sur les peintres de la réalité au XVIIe siècle tandis que celle de 1936, consacrée à Rubens et son temps, attire un million de visiteurs. C'est le peintre Edgar Degas qui est l'objet d'une exposition en 1937. Durant l'occupation, le sculpteur allemand Arno Breker, artiste officiel du Troisième Reich expose à l'Orangerie du 15 mai au 31 juillet 1942. Cette exposition, s'inscrivant dans un contexte de propagande, avait pour intention de montrer la grandeur de l'art officiel nazi (opposé à l'art dit « dégénéré ») faisant ainsi la promotion de son idéologie.
Après la Libération, en 1945, l'Orangerie tout comme le Jeu de Paume forment une seule entité qui est rattachée au département des peintures du Louvre. Les expositions temporaires organisées par la Réunion des musées nationaux et initiées dans les années 1930 reprennent alors leur cours. En 1946, c'est à l'Orangerie que sont présentés les chefs-d'œuvre des collections de peintures françaises saisis ou vendus sous la contraintes aux nazis et retrouvés en Allemagne par la commission de récupération artistique avec l'aide du Monuments, Fine Arts, and Archives program américain. En 1954, une exposition est ainsi consacrée à Van Gogh et aux peintres d'Auvers-sur-Oise tandis que celle de 1955 porte sur la peinture française de David à Toulouse-Lautrec. C'est la réussite de ces expositions temporaires annuelles qui est à l'origine de l'aménagement des galeries nationales du Grand Palais ouvertes en 1964.

### Collection Walter-Guillaume
En 1934, Domenica, la veuve du marchand d'art Paul Guillaume, hérita de sa fortune et de sa collection, avec possibilité de la transformer mais obligation de la faire entrer un jour au musée du Louvre. Son goût la porte à acquérir de nouvelles œuvres impressionnistes ; tandis qu'elle vend en contrepartie plus de deux cents œuvres, dont certaines auraient pourtant été particulièrement complémentaires pour les collections françaises d'art moderne, dont toutes les toiles de Giorgio de Chirico, toutes les œuvres cubistes de Picasso et toutes les sculptures d'art africain, quinze Matisse mais surtout ses deux très grands formats précoces qui incluaient La Leçon de piano (1916) achetée en 1946 par le MoMA, dont seul le musée de Grenoble conserve en France un équivalent avec l'Intérieur aux aubergines (1911) et des portraits de Modigliani, dont celui de Jean Cocteau.
L'État acquiert sous réserve d'usufruit auprès de Domenica Walter, remariée à l'architecte et industriel Jean Walter, pour un montant de 135 millions de francs réunis grâce à une souscription de la Société des amis du Louvre, 47 tableaux en 1959 puis les 99 tableaux restants en 1963. Domenica Walter concrétise ainsi le souhait de son premier mari qui voulait que sa collection devienne le « premier musée d'art français moderne ». De 1960 à 1965, sous la direction de l'architecte Olivier Lahalle, le musée est transformé afin d'abriter la collection Walter-Guillaume, cédée à l'État français à condition qu'elle ne soit pas dispersée. Les galeries d'exposition créées en 1930 sont alors supprimées tandis que deux nouveaux niveaux superposés sont créés sur toute la longueur du bâtiment. Un escalier monumental, pourvue d'une rampe décorée par Raymond Subes, remplace alors le vestibule donnant sur les Nymphéas. Il permet d'accéder à une enfilade de salles (d'une superficie de 1 300 m2) voulue par Domenica Walter afin d'exposer les 146 tableaux de sa collection. La collection est présentée au public en 1966, en présence du ministre des Affaires culturelles André Malraux mais les œuvres restent chez Mme Walter jusqu'à sa mort en 1977. Alors que la collection Walter-Guillaume entre enfin à l'Orangerie de manière définitive, une nouvelle campagne de travaux sur le bâtiment débute en 1978 et se poursuit jusqu'en 1984. À cette occasion, l'Orangerie devient un musée national indépendant du Jeu de Paume et détaché de la tutelle du Louvre.

### Réaménagement
Entre 2000 et 2006, des travaux, d'un montant de 30 millions d'euros, ont lieu sous la direction de l'architecte Olivier Brochet et du directeur du musée, Pierre Georgel. Ils consistent en la suppression du plancher qui recouvrait les Nymphéas depuis 1965 afin de leur redonner leur éclairage naturel original voulu par Monet. Pour compenser la perte de ces espaces d'exposition, sont également créés 1 000 m2 en sous-sol de la terrasse des Tuileries (pour un total utilisable de 6 300 m2) afin d'y exposer la collection Walter-Guillaume. Sont également aménagés un espace d'exposition temporaire, un auditorium ainsi qu'une salle pédagogique et une bibliothèque. Ces travaux permettent la découverte des vestiges archéologiques de l'enceinte des fossés jaunes érigée à partir de 1566 pour protéger le palais des Tuileries et dont un pan de mur est visible à l'intérieur du musée.
Autour du bâtiment, plusieurs sculptures sont exposées en extérieur. Le long de la façade nord qui longe le jardin des Tuileries, il s'agit du Grand commandant blanc (1986) du sculpteur Alain Kirili ainsi que de trois fontes en bronze de Rodin : Ève (1881 et fonte en 1889), Méditation avec bras (1881 et fonte vers 1905) et L'Ombre (1881 et fonte vers 1904). Une quatrième œuvre de Rodin, une fonte du Baiser, prend place devant l'entrée du musée à l'ouest. De l'autre côté du musée, sont également visibles les sculptures Reclining Nude (1951) d'Henry Moore, située au pied de l'escalier, ainsi qu'un moulage d'après Le lion au serpent d'Antoine-Louis Barye ; situé sur la terrasse au bord de la Seine.

### Rattachement au musée d'Orsay
Jusque-là service à compétence nationale du ministère de la Culture (service des Musées de France), il est rattaché en mai 2010 au musée d'Orsay au sein de l'Établissement public du musée d'Orsay et du musée de l'Orangerie,. À l'été 2015, un café est ouvert dans le bâtiment.

## Les œuvres
La collection Jean Walter-Paul Guillaume est constituée de 146 tableaux datant des années 1860 aux années 1930. Parmi ses tableaux, on compte 25 peintures de Renoir, 15 Cézanne, 1 Gauguin, 1 Monet et 1 Sisley. Pour le XXe siècle, elle comprend 12 Picasso, 10 Matisse, 5 Modigliani, 5 Marie Laurencin, 9 Douanier Rousseau, 29 Derain, 10 Utrillo, 22 Soutine et 1 Van Dongen.
- Paul Cézanne
  - Nature morte, poire et pommes vertes (vers 1873)
  - Le Pin de l'Estaque (1875-1876)
  - Le Déjeuner sur l'herbe (1876-1877)
  - Madame Cézanne au jardin (1879-1880)
  - Pommes et biscuits (1879-1880)
  - Fleurs et fruits (vers 1880)
  - Fleurs dans un vase bleu (vers 1880)
  - Fruits, serviette et boîte à lait (1880-1881)
  - Portrait du fils de l'artiste (1880-1881)
  - Arbres et maisons (1885-1886)
  - Portrait de Madame Cézanne (vers 1890)
  - La Barque et les Baigneurs (vers 1890)
  - Vase paillé, sucrier et pommes (1890-1893)
  - Le Rocher rouge (vers 1895)
  - Dans le parc de Château Noir (1898-1900)
- André Derain
  - La Gibecière (1913)
  - Portrait de Paul Guillaume (1919)
  - Nature morte champêtre (1921)
  - Le Beau modèle (1923)
  - Arlequin à la guitare (1924)
  - Arlequin et Pierrot (1924)
  - Le Modèle blond (1924)
  - Nu à la cruche (1924-1925)
  - La Table de cuisine (1925)
  - Nature morte au panier (1924-1927)
  - Melon et fruits (1927)
  - La Danseuse Sonia (1927-1928)
  - Nature morte au verre de vin (1928)
  - Poires et cruche (1928)
  - Grand nu couché (1924-1930)
  - Le Gros Arbre (1929-1930)
  - Nu au canapé (1929-1930)
  - Portrait de Madame Paul Guillaume au grand chapeau (1929-1930)
  - Le Noir à la mandoline (1930)
  - Paysage de Provence (1930)
  - Paysage de Provence (1930), n°2
  - La Nièce du peintre (1931)
  - La Nièce du peintre assise (1932)
  - Arbres et villages (1932)
  - La Route (1932)
  - Paysage du Midi (1932)
  - Roses sur fond noir (1932)
  - Roses dans un vase (1934)
  - L'Âge d'or (1938-1946), dépôt du Musée national d'art moderne

- Paul Gauguin
  - Paysage (1901)
- Marie Laurencin
  - Danseuses espagnoles (vers 1920- 1921)
  - Les Biches (1923)
  - Portrait de Mademoiselle Chanel (1923)
  - Portrait de Madame Paul Guillaume (1924 ou 1928)
  - Femmes au chien (1924-1925)
- Henri Matisse
  - Les Trois Sœurs (1916-1917)
  - Femmes au canapé ou Le Divan (1921)
  - La Jeune Fille et le Vase de fleurs ou Le Nu rose (vers 1920)
  - Le Boudoir (1921)
  - Odalisque à la culotte rouge (1921)
  - Femme à la mandoline (1921-1922)
  - Odalisque bleue ou L'Esclave blanche (1921-1922)
  - Femme au violon (1921-1923)
  - Nu drapé étendu (1923-1924)
  - Odalisque à la culotte grise (1927)
- Amedeo Modigliani
  - Antonia (1915)
  - Femme au ruban de velours (vers 1915)
  - Fille rousse (1915)
  - Paul Guillaume, Novo Pilota (1915)
  - Le Jeune Apprenti (1918-1919)
- Claude Monet
  - Argenteuil (1875)
  - Les Nymphéas (1895-1926)
    - Les Deux saules
    - Le Matin clair aux saules
    - Le Matin aux saules
    - Reflets d'arbres
    - Reflets verts
    - Matin
    - Les Nuages (1923-1926)
    - Soleil couchant
- Pablo Picasso
  - L'Étreinte (1903)
  - Composition : Paysans (1906)
  - Femme au peigne (1906)
  - Les Adolescents (1906)
  - Nu sur fond rouge (1906)
  - Grande nature morte (1918)
  - Grande baigneuse (1921)
  - Femme au chapeau blanc (1921)
  - Femmes à la fontaine (1921)
  - Femmes à la fontaine (1921)
  - Grand nu à la draperie (1923)
  - Femme au tambourin (1925)

- Pierre-Auguste Renoir
  - Paysage de neige (vers 1875)
  - Portrait d'un jeune homme et d’une jeune fille (vers 1875-1880)
  - Bouquet dans une loge (vers 1878-1880)
  - Pêches (vers 1881-1882)
  - Femme nue dans un paysage (1883)
  - Femme à la lettre (vers 1890)
  - Portrait de deux fillettes (vers 1890-1892)
  - Jeunes filles au piano (vers 1892)
  - Pommes et poires (1890-1895)
  - Baigneuse aux cheveux longs (vers 1895)
  - Gabrielle et Jean (1895-1896)
  - Yvonne et Christine Lerolle au piano (1897)
  - Fleurs dans un vase (vers 1896-1898)
  - Gabrielle au jardin (1902)
  - Bouquet (vers 1900)
  - Fraises (vers 1905)
  - Claude Renoir, jouant (vers 1905)
  - Femme nue couchée (vers 1906)
  - Claude Renoir en clown (1909)
  - Bouquet de tulipes (vers 1905-1910)
  - Baigneuse assise s’essuyant une jambe (vers 1914)
  - Blonde à la rose (1915-1917)
  - Femme au chapeau (1915-1919)
  - Femme accoudée (1917-1919)
- Henri Julien Félix Rousseau, dit Le Douanier Rousseau
  - L'Enfant à la poupée (1892)
  - La Falaise (vers 1895)
  - La Fabrique de chaises à Alfortville (1897)
  - La Fabrique de chaises (1897)
  - Le Navire dans la tempête (vers 1899)
  - La Noce (vers 1905)
  - La Carriole du Père Junier (1908)
  - Promeneurs dans un parc (vers 1908-1909)
  - Les Pêcheurs à la ligne (1909)
- Alfred Sisley
  - Le Chemin de Montbuisson à Louveciennes (1875)
- Chaïm Soutine
  - La Maison Blanche (1918)
  - Glaïeuls (vers 1919)
  - La Table (vers 1919)
  - Paysage avec personnages (vers 1918-1919)
  - Le Gros Arbre bleu (vers 1920-1921)
  - Les Maisons (1920-1921)
  - Portrait d’homme (Émile Lejeune) (vers 1922)
  - Paysage (vers 1922-1923)
  - Le Petit Pâtissier (1922-1923)
  - La Fiancée (vers 1923)
  - Le Village (vers 1923)
  - Arbre couché (vers 1923-1924)
  - Le Lapin (1923-1924)
  - Dindon et tomates (vers 1923-1924)
  - Nature morte au faisan (vers 1924)
  - Garçon d’honneur (vers 1924-1925)
  - Bœuf et tête de veau (vers 1925)
  - Le Poulet plumé (vers 1925)
  - Le Dindon (vers 1925)
  - Le Garçon d’étage (vers 1927)
  - L'Enfant de chœur (vers 1927-1928)
  - La Jeune Anglaise (vers 1934)
- Maurice Utrillo
  - La Butte Pinson (1905-1908)
  - Notre-Dame (vers 1909)
  - Grande cathédrale ou Cathédrale d’Orléans (1913)
  - Rue du Mont-Cenis (1912-1914)
  - Rue du Mont-Cenis (1914)
  - La Maison de Berlioz (1914)
  - Église Saint-Pierre de Montmartre (1914)
  - Église de Clignancourt (1913-1915)
  - La Mairie au drapeau (1924)
  - La Maison Bernot (1924)
- Kees van Dongen
  - Portrait de Paul Guillaume (1930)

## Les salles en 2017
Rez de chaussée haut
- vestibule
- Salles 1 et 2 de Monet : Les Nymphéas

Rez de chaussée bas
- Vestibule de Derain
- Salle des intérieurs de l'appartement de Paul Guillaume
- Salle Paul Guillaume d'Art africain et des œuvres vendues par sa veuve
- Salle de Renoir et des maquettes historiques de l'Orangerie
- Salle de Cézanne
- Salle de Soutine (natures mortes)
- Salle de Picasso et Matisse
- Salle de Modigliani, Marie Laurencin et Derain
- Salle du Douanier Rousseau
- Salle d'Utrillo
- Salle de Soutine (paysages et portraits)
- Salles d'expositions temporaires
- Auditorium (salle de projection)
- Ateliers pédagogiques

## Expositions temporaires

### 2024
- Robert Ryman. Le regard en acte, 6 mars 2024 - 1er juillet 2024
- Contrepoint contemporain : Wolfgang Laib, 1er mars 2024 - 1er juin 2024

### 2023
- Contrepoint contemporain : Hermann Nitsch. Hommage, 11 octobre 2023 - 12 février 2024[12]
- Amedeo Modigliani. Un peintre et son marchand, 20 septembre 2023 - 15 janvier 2024[13]
- Contrepoint contemporain : Philippe Cognée, 15 mars 2023 - 4 septembre 2023[14]
- Matisse. Cahiers d’art, le tournant des années 30, 1er mars 2023 - 29 mai 2023[15]

### 2022
- Contrepoint contemporain : Mickalene Thomas : Avec Monet, 13 octobre 2022 - 6 février 2023[16]
- Sam Szafran. Obsessions d'un peintre, 28 septembre 2022 - 16 janvier 2023[17]
- Focus collection : Novo Pilota, Amedeo Modigliani et son marchand Paul Guillaume, 5 mars 2022 - 5 septembre 2022[18]
- Contrepoint contemporain : Ange Leccia • (D') Après Monet, 2 mars 2022 - 5 septembre 2022[19]
- Le décor impressionniste. Aux sources des Nymphéas, 2 mars 2022 - 11 juillet 2022[20]

### 2021
- David Hockney. A Year in Normandie. “Remember that they cannot cancel spring.”, 13 octobre 2021 - 14 février 2022[21]
- Chaïm Soutine / Willem de Kooning, la peinture incarnée, 15 septembre 2021 - 10 janvier 2022[22]
- Focus collection : Le violon d'Ingres de Paul Guillaume, 21 juillet 2021 - 14 février 2022[23]
- Contrepoint contemporain : Isabelle Cornaro. L'intervalle des images, 2 juin 2021 au 6 septembre 2021[24]
- Magritte / Renoir. Le surréalisme en plein soleil, 19 mai 2021 - 19 juillet 2021[25]
- Focus collection : Les intérieurs de Paul Guillaume, 7 avril 2021 - 5 juillet 2021[26]

### 2020
- Contrepoint contemporain : Janaina Tschäpe, Contrepoint 5, 21 octobre 2020 - 1er mars 2021[27]
- Giorgio de Chirico. La peinture métaphysique, 16 septembre 2020 - 14 décembre 2020[28]

### 2019
- Contrepoint contemporain : Tosani. Reflets et transpercements, 16 octobre 2019 - 17 février 2020[29]
- Félix Fénéon (1861-1944). Les temps nouveaux, de Seurat à Matisse, 16 octobre 2019 - 27 janvier 2020[30]
- Contrepoint contemporain : Alex Katz. Nymphéas – série Homage to Monet, 2009-2010, 15 mai 2019 - 2 septembre 2019[31]
- Franz Marc / August Macke. L’aventure du Cavalier bleu, 6 mars 2019 - 17 juin 2019[32]

### 2017
- Tokyo - Paris. Chefs-d’œuvre du Bridgestone Museum of Art, Collection Ishibashi Foundation

### 2016
- Apollinaire, le regard du poète
- La Peinture américaine des années 1930 - The Age of Anxiety

### 2015
- Adolfo Wildt (1868-1931), le dernier symboliste, 15 avril 2015 - 13 juillet 2015[33]

### 2014
- Émile Bernard (1868-1941), 17 septembre 2014 - 5 janvier 2015[34]
- Les Archives du rêve, dessins du musée d'Orsay : carte blanche à Werner Spies, 26 mars 2014 - 30 juin 2014[35]

### 2013
- Frida Kahlo / Diego Rivera. L'art en fusion, 9 octobre 2013 - 14 janvier 2014[36]
- Les Macchiaioli 1850-1874. Des impressionnistes italiens ?, 10 avril 2013 - 22 juillet 2013[37]

### 2012
- Chaïm Soutine (1893-1943). L'ordre du chaos, 3 octobre 2012 - 21 janvier 2013[38]
- Debussy, la musique et les arts, 22 février 2012 - 11 juin 2012[39]

### 2011
- L'Espagne entre deux siècles de Zuloaga à Picasso - 1890-1920, 7 octobre 2011 - 9 janvier 2012 (Musée de l'Orangerie)[40]
- Gino Severini (1883-1966), futuriste et néo-classique, 27 avril 2011 - 25 juillet 2011[41]

### 2010
- Heinrich Kühn, la photographie parfaite, 6 octobre 2010 - 24 janvier 2011[42]
- Paul Klee (1879-1940), La collection d'Ernst Beyeler, 14 avril 2010 - 19 juillet 2010[43]